# Magnet (канонерський човен)
Канонерський човен «Magnet» належав до Цісарсько-королівського військового флоту Австро-Угорщини. На час спуску на воду це був найшвидший канонерський човен флоту. Він єдиний мав дві димові труби і не мав аналогів у складі флоту.

## Історія
На верфі Шіхау у пруському Ельблінгу заклали 1895 канонерський човен «Magnet» під замовленням 596. Під номером 597 було закладено схожий човен «Natter». Човен «Magnet» здійснив перехід до бази Пула протягом 14 липня-2 серпня 1896 року. Вже з листопада 1897 по квітень 1898 човен брав участь у блокаді острова Крит. Після походу човен став флагманом флотилії канонерських човнів, але вже у червні 1899 був переведений у резерв. У квітні 1901 човен здійснив похід до Константинополя, а при поверненні відвідав острови Родос, Крит, Бейрут. Після походу 1902 до портів Греції човен знову перевели до резерву. Після заміни котлів човен 1907 повернули до діючого флоту. Він здійснив декілька походів, базувався на острові Лошинь.
В час війни човен використовувався для патрулювання узбережжя Далмації, пошуку ворожих підводних човнів. Зранку 2 серпня 1916 у корму човна попала одна з чотирьох випущених торпед італійського підводного човна «Salpa». Загинуло 11 моряків, але човну вдалось дійти до Пули. Ремонт човна тривав до 21 грудня. Фактично була заново спорудження корма, через що човен став на 3 м коротшим і розвивав швидкість близько 20 вузлів. Одночасно було замінено гармати човна. Човен стаціонував на острові Лошинь до кінця війни. 11 серпня 1918 він врятував 450 чоловік з потопленого транспорту «Euterpe». Човен передали після війни 1920 Італії, де його продали для порізки на металобрухт.

## Джерело
- Robert Gardiner, Roger Chesneau, Eugene Kolesnik: Conway's All The World's Fighting Ships 1880—1905. Annapolis, Md.: Naval Institute Press, 1979. ISBN 978-0-85177-133-5.